# Barboși (település)
Barboși, falu Romániában, Moldvában, Vaslui megyében.

## Fekvése
Hoceni-től és Huszvárostól délnyugatra fekvő falu.

## Története
A település és környéke ősidők óta lakott hely lehetett, melyet a területén először 1633-1691, majd  a 19. század elején itt folyó ásatások is bizonyítottak. 
A 19. századi ásatások tárták fel a Szeret folyó bal partja melletti város történetét. A település melletti dombon találtak rá a Tirighina nevű római erőd romjaira. Az erőd egykor a Duna szemközti partján álló Dinogetiával együtt, az itt található dunai átkelőhelyet biztosította.
A Hoceni községhez tartozó falunak a 2002 évi népszámláláskor 806 lakosa volt.

## Nevezetességek
- Tirighina – római erőd romjai.